# 大和本草

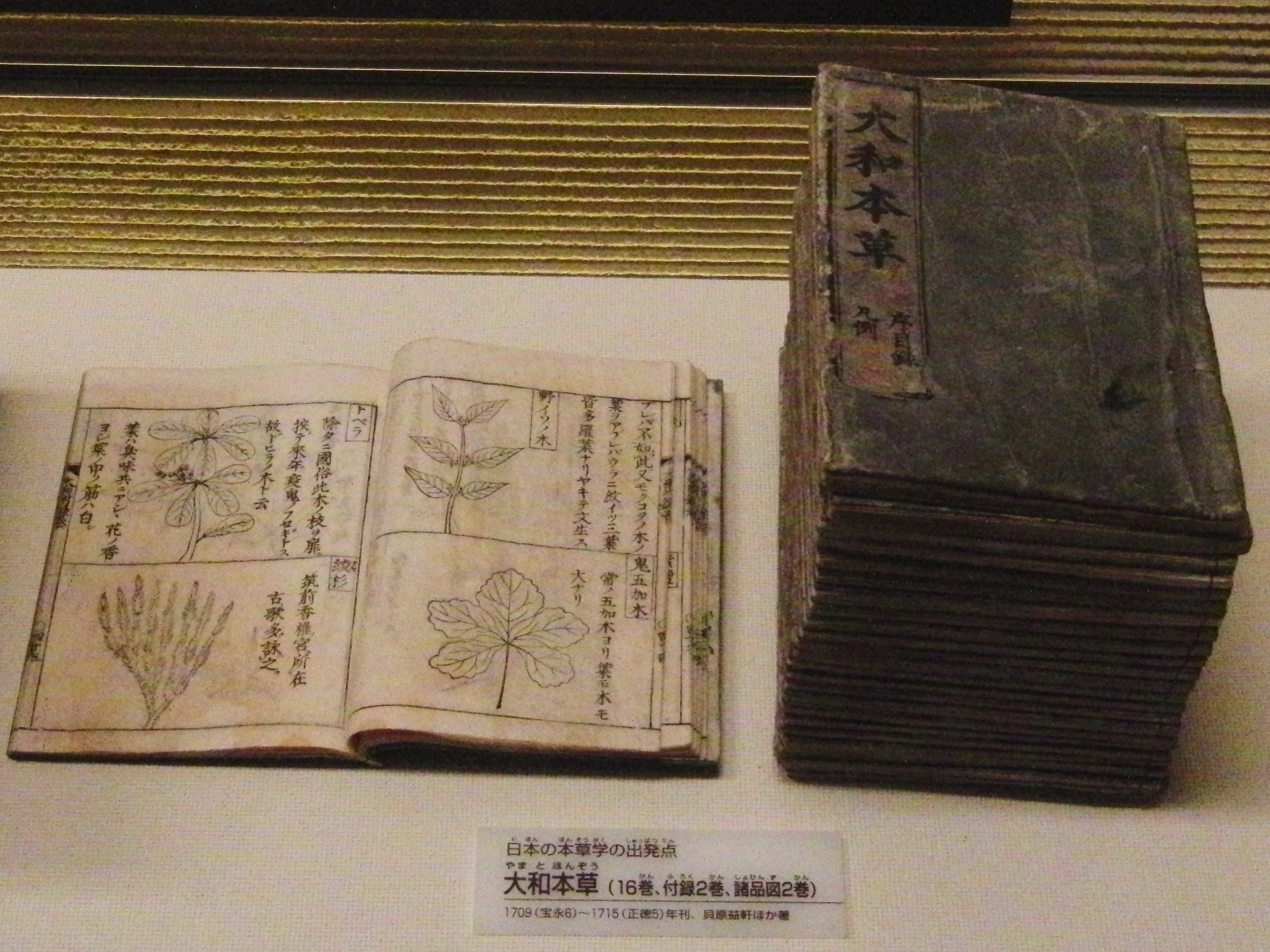
『大和本草』（国立科学博物館の展示）

『大和本草』（やまとほんぞう、『大倭本艸』）は、貝原益軒が編纂した本草書。日本最初の土着の本草書。

## 概要
全16巻に附録2巻を付けた本編18巻と諸品図で構成される。補遺の附録は『大和本草附録』、諸品図は『大和本草諸品図』と称されることもある。宝永5年（1708年）に成立し、同6年（1709年）に刊行されたが、附録と諸品図は正徳5年（1715年）に刊行された。
収載された品目は動物、植物、鉱物など1,362種である。品目ごとに中国名と日本名を対照させ、日本固有種には和名を用い、名称、来歴、形状、性質、産地、効能などを和文で記載している。
『大和本草』は明の李時珍が著した『本草綱目』に対する批判的研究と益軒自身による調査研究を基本としている。『本草綱目』は他の歴代本草と異なり、その基底に博物学的思考があり、構成と内容の清新さが受け入れられ日本でも権威をもつに至っていた。平賀源内『物類品隲』（宝暦13年、1763年）や小野蘭山『本草綱目啓蒙』（享和3年、1803年）などは『本草綱目』の分類法に従ったが、益軒は『大和本草』の冒頭で「本草綱目ニ品類ヲ分ツニ疑フ可キ事多シ」として本書では『本草綱目』の体系を改変した独自の分類法を用いている。

## 評価
本来の本草学とは薬用植物を扱う学問であるが、この大和本草に於いて日本の本草学は博物学に拡大された。『大和本草』には漢名のない品目も多数収載されている。
小野蘭山の著書に『大和本草』の講義録にあたる『大和本草批正』や『大和本草会識』がある。蘭山は『大和本草批正』で問題点を批判しており、例えば「海鰌（くじら）」について「海鰌 泥鰌と形似と云は誤なり」「おさ のどの下にありとは誤なり」としている。ただし、クジラ（鯨）とドジョウ（泥鰌）の形状が似ているとする同様の記述は『和漢三才図会』にもみられる。
益軒は自序で「本草学は以つて民生日用に切なりとなす」と述べている。諸品の名称が各地で異なることが「もの」の認識を難しくしていると考え、『大和本草』には方言名も調査して記しているが、このことは江戸時代の方言研究の源流となった（名物学）。また、益軒による日本での本草学の確立は江戸時代に飢饉に備える救荒書が多く成立する要因になった。

## 各巻
- 巻之一
  - 序
  - 凡例
  - 論本草書
  - 論物理
- 巻之二
  - 論薬用
- 巻之三
  - 水類
  - 火類
  - 金玉石土
- 巻之四
  - 穀類
  - 醸造類
- 巻之五 草之一
  - 菜蔬類
- 巻之六 草之二
  - 薬類
  - 民用類
- 巻之七 草之三
  - 花草
  - 園草
- 巻之八 草之四
  - 蓏類
  - 蔓類
  - 芳草
  - 水草
  - 海草
- 巻之九 草之五
  - 雑草
  - 菌類
  - 竹類
- 巻之十 木之上
  - 四木類
  - 果木類
- 巻之十一木之中
  - 薬木類
  - 園木
- 巻之十二木之下
  - 花木
  - 雑木
- 巻之十三 魚
  - 河魚
  - 海魚
- 巻之十四 蟲
  - 水蟲
  - 陸蟲
  - 介類
- 巻之十五
  - 水鳥
  - 山鳥
  - 小鳥
  - 家禽
  - 雑禽
  - 異邦禽
- 巻之十六
  - 獣類
  - 人類
- 付録 巻之一
- 付録 巻之二
- 諸品図上
- 諸品図中
- 諸品図下